# ネオス・コスモス駅
ネオス・コスモス駅 (Neos Kosmos station, Νέου Κόσμου) は、アテネ地下鉄2号線とアテネ・トラムの乗換駅である。地下鉄駅は、ダフニ駅までの拡張に伴い、2000年11月16日に開業し、トラム駅は、2004年7月19日に開業した。
将来的には、アテネ地下鉄7号線と結ぶことも提案されている。